# 和泉容
Be-B（ビービー）/和泉 容（いずみ よう、1968年9月7日 - ）は、日本の女性歌手。現在はハードロック流しとしてBe-B（和泉容）名義で活動。Be-B Press「女神の吐息」（テイチク Be-Bのファンクラブ通信雑誌）1995年11月号では、この時点（1995年11月）でCD累計売上100万枚のミリオンセラーを達成したと掲載された。CD売上枚数に応じて受賞される第9回日本ゴールドディスク大賞 ベスト5ニュー・アーティスト賞」（1995年）をTOKIO、黒夢らと共に受賞する。

## 人物
中学で3年間バレー部に所属する傍ら、兄の友人らとバンドを組む。
高校では、1年の半年間だけ陸上部（円盤投げ）に所属し、その後は、フォークソング部に所属。学校祭での歌やポプコンへの出場など、精力的にバンド活動を行った。
高校3年の冬に歌手として上京することを決意。全寮制飲食店に就職することで家族を納得させ、上京する。20歳からはフリーター生活を送り、歌唱の練習先の紹介で知り合った音楽プロデューサーに見いだされ、Be-Bとしてテイチクよりメジャーデビュー。
1st Single「真夏の愛YAIYAI!」の初期はアイドル歌手として売り出されていた。2nd Single「憧夢〜風に向かって〜」からロック、J-POPの曲を歌うようになる。当時から自身で作詞・作曲も行っていたが全然採用してもらえず、事務所が用意した歌を歌うだけの状態だったことから、収入は歌唱印税などの微々たるものにとどまり、全盛期でも年収は1000万円に届かなかった。
Be-Bの名前の由来は、BeはBecome（〜なる）からで「Bになる」という意味。「BIG, BEAUTIFUL」などの言葉の他に、尊敬するBON JOVIのヴォーカリストであるジョン・ボン・ジョヴィの名前にBが付くことから名付けられた。
Be-B Press「女神の吐息」（テイチク Be-Bのファンクラブ通信雑誌）1995年11月号では、1995年5月に来日したBON JOVIのライブに、日本人アーティストとして唯ーBON JOVIのライブ後の打ち上げパーティーに招待され、ジョン・ボン・ジョヴィとツーショット写真がファンクラブ通信に掲載された。
音楽番組の『ミュージックステーション』（テレビ朝日）・『ポップジャム』（NHK）・『HEY!HEY!HEY! MUSIC CHAMP』（フジテレビ）などのテレビ出演（憧夢-風に向かって-If...Fly for Meなど）ドラマ『毎度ゴメンなさぁい』（TBS系）の第4話でBe-B本人がゲスト出演などテレビ出演、深夜のラジオ放送『Be-BのHeartful Wave』、『MIDNIGHT ROCK CITY』（NACK5）等ラジオパーソナリティーとしてレギュラー番組を持った。11枚のシングル、3枚のアルバム、2枚のベストアルバムを発表後、1997年にWEAへ移籍し、それを期に和泉容（いずみ よう）に芸名を変更した。2枚のシングルと1枚のアルバムを発売する。Be-B/和泉容として発売した13枚の全シングル曲にTVのタイアップが付いた。
ストレスで体調を崩したことなどから1999年に活動休止。その後一般男性と結婚し子供も生まれたが、歌手活動の再開を巡って夫と意見が食い違い離婚した（子供の親権は夫が持つ）。Be-Bとして2003年にインディーズより佐藤宣彦によるプロデュースにてアルバム『Medium』を発表。その後もライブなどの音楽活動をBe-B（和泉容）名義で行っている。
2016年頃からはいわゆる「流し」としての活動を本格化。新型コロナウイルス感染症の影響によるブランクなども挟みつつも、ライブやストリートミュージシャンとしての活動などと並行して「流し」を継続し、2024年現在は主に新宿ゴールデン街を拠点としている。

## 受賞歴
- 1994年 - 第36回日本レコード大賞新人賞受賞
- 1995年 - 第9回日本ゴールドディスク大賞 ベスト5ニュー・アーティスト賞受賞（新人賞受賞）

## テレビ出演
- 『毎度ゴメンなさぁい』（TBS系、第4話　番組内でのライブ出演）
- 『輝く!日本レコード大賞』（TBS）
- 『ミュージックステーション』（テレビ朝日）
- 『HEY!HEY!HEY! MUSIC CHAMP』（フジテレビ、1995年5月8日）
- 『ポップジャム』（NHK）
- 『家、ついて行ってイイですか?』（テレビ東京、2018年5月23日）新橋駅前でインタビューを受け、神楽坂の自宅まで行き、現在の状況を語る。

## ラジオ
- 『MIDNIGHT ROCK CITY』（NACK5、1994年10月 - 1995年9月）毎週水曜日25:00〜27:00。
- 『Be-BのHeartful Wave』（1995年）

FM香川 毎週金曜20:30〜21:00。
FM山形 毎週木曜20:30〜20:55。
FM宮崎 毎週土曜12:30〜12:55。
FM福井 毎週金曜25:30〜26:00。
- 『Be-BのBreak Mission's』（FM西東京、2008年）毎週土曜17:00〜17:30。
- 『金尾よしろうの音楽魂』（かわさきFM、2015年1月15日）ゲスト出演。
- 生ワイド番組『Fine!!（ファイン）』 元JUDY AND MARYのリーダー「恩田快人 ETERNAL MUSIC」（土曜27:00〜29:00 TBSラジオ2018年7月28日）ゲスト出演[6]。

## 来歴
- 1987年（昭和62年） - 静岡県立沼津城北高等学校を卒業。
- 1994年（平成6年） - Be-Bとして「真夏の愛YAIYAI!」にてテイチクよりデビュー。
- 1994年（平成6年）「憧夢〜風に向かって〜」がドラマ『毎度ゴメンなさぁい』（TBS系）主題歌が60万枚のヒット曲となり、オリコン10位を記録。第36回日本レコード大賞新人賞受賞、日本ゴールドディスク大賞新人賞受賞。
- 1995年（平成7年） - ドラマ『毎度おジャマしまぁす』（TBS系）挿入歌「If...」を発売。
- 1995年（平成7年）8月13日 - "エキサイティング・サマー・イン・ワジキ 1995"にはシャ乱Q・安室奈美恵 with SUPER MONKEY'S・THE YELLOW MONKEYらと出演。日清パワーステーション、大阪心斎橋ミューズホールでライブ。神奈川大学、神奈川工科大学などの学園祭ライブに参加する。
- 1996年（平成8年） - 地元の長泉町「ベルフォーレ」で、静岡県内初コンサートを開く。
- 1996年（平成8年） - ソニーレコードから杉真理プロディース作品「N・A・T愛は永遠に」にボーカルとして参加する。
- 1997年（平成9年） - 『ランク王国』（TBS系）オープニングテーマとして黒夢の人時とコラボしたシングル曲「Trust You」が発売される。
- 1997年（平成9年） - TMNの宇都宮隆、清春、人時、DJ KOO（trf）、河合我門などのアーティストとの阪神・淡路大震災のチャリティーコラボ作品「Earth Music Magic97 Iam you」に参加。アメリカのスミソニアン博物館に展示公開された。
- 1997年（平成9年） - ワーナーミュージック・ジャパンへ移籍。
- 1998年（平成10年） - 和泉容名義で発表した「ダメ!」がアニメ『るろうに剣心 -明治剣客浪漫譚-』（フジテレビ系）7thエンディングテーマになる。
- 1999年（平成11年） - テイチクより、2枚組ベストアルバム『PERFECT Be-B』発売。
- 1999年（平成11年） - 活動休止。
- 2003年（平成15年） - インディーズよりアルバム『Medium』を発表。
- 2008年（平成20年）6月 - コールクラーク・ジャパンのモニターアーティストとなる。
- 2008年（平成20年） - 『Be-BのBreak Mission's』（FM西東京）毎週土曜17:00〜17:30が放送されラジオパーソナリティーを務める。
- 2009年（平成21年）1月 - Live 夜長Project「第四弾」、夜長オーケストラのステージにゲスト歌手として参加。
- 2009年（平成21年）4月25日 - 沖縄県の糸満観光農園で開催されたMESHサポートチャリティフェスティバルにアーティスト演奏者として参加した。
- 2009年（平成21年） - MESHサポートサポートCD『MESH North Angel』を発売。CDジャケットは漫画家の北条司がイラストを描いた。
- 2011年（平成23年） - 主題歌・エンディングテーマ曲オムニバス集CD『るろうに剣心 complete collection』に和泉容名義の「ダメ!」が収録された。オリコン8位を記録する。
- 2012年（平成24年） - 20周年 『WOMEN'S POWER 20th Anniversary』 に、BABYMETAL、SHOW-YA、ALDIOUSらと共にBe-B（和泉容）として参加。
- 2012年（平成24年） - TVドラマ主題歌32曲を集めたソニーミュージックエンターティメント発売の2枚組オムニバスCD『クライマックス　ラブストーリー Chapter1』で「憧夢〜風に向かって〜」が収録された。
- 2015年（平成27年） - 心理カウンセラー・作家の弥永英晃による著書『やさしいうつの治しかた』（パブラボ）のWebページに推薦文を寄稿。のちに、『願いは、かニャう！ ジョセフ・マーフィーの引き寄せる言葉』（イースト・プレス）などの著作にもBe-Bのことが書かれている。
- 2015年（平成27年） - 『久保ミツロウ・能町みね子のオールナイトニッポン』（ニッポン放送）で能町みね子がマンションの隣人がBe-Bだったことをオールナイトニッポン放送中に語られた[7]。
- 2018年（平成30年） - 2月14日 北陸ツアー石川県にて元19の岩瀬敬吾と2人によるスペシャルライブを行った。
- 2018年（平成30年） - 5月23日、『家、ついて行ってイイですか?』（テレビ東京）に、元Be-Bでインディーズ歌手の”よう”（和泉 容）、として一般出演した[注釈 1][8]。Be-B時代 - メジャーレーベル引退 - 結婚 - 離婚を経て、現在の自身の生活ぶりを紹介。現在は精力的にライブ中心に音楽活動を行い、8か国語歌えるハードロック流しとして活動。名義はBe-B（和泉容）を名乗っている。

## ディスコグラフィ

### シングル
| #                                                                | 発売日                                     | タイトル                                   | B面                                        | 規格                                       | 規格品番                                   |
| テイチクエンタテインメント / TMC Be-B 名義                       | テイチクエンタテインメント / TMC Be-B 名義 | テイチクエンタテインメント / TMC Be-B 名義 | テイチクエンタテインメント / TMC Be-B 名義 | テイチクエンタテインメント / TMC Be-B 名義 | テイチクエンタテインメント / TMC Be-B 名義 |
| ---------------------------------------------------------------- | ------------------------------------------ | ------------------------------------------ | ------------------------------------------ | ------------------------------------------ | ------------------------------------------ |
| 1st                                                              | 1994年6月22日                              | 真夏の愛YAIYAI!                            | 女神の吐息に                               | 8cmCD                                      | TMDN-5                                     |
| 2nd                                                              | 1994年7月21日                              | 憧夢〜風に向かって〜                       | Still I Remember                           | 8cmCD                                      | TMDN-8                                     |
| 3rd                                                              | 1994年11月10日                             | It's All Right                             | ときめきは終わらない                       | 8cmCD                                      | TMDN-9                                     |
| 4th                                                              | 1994年12月16日                             | Jumping/世界で一番悲しい夜を越えて         |                                            | 8cmCD                                      | TMDN-12                                    |
| 5th                                                              | 1995年2月1日                               | Angel Anniversary                          | Happy Lady In White                        | 8cmCD                                      | TMDN-13                                    |
| 6th                                                              | 1995年4月26日                              | If…                                        | チャンスをつかもう                         | 8cmCD                                      | TMDN-15                                    |
| 7th                                                              | 1995年6月21日                              | なんで!?                                   | ROLLING DAYS                               | 8cmCD                                      | TMDN-16                                    |
| 8th                                                              | 1995年7月21日                              | Fly for Me                                 | NEXT〜新しい風になる日〜                   | 8cmCD                                      | TMDN-19                                    |
| 9th                                                              | 1995年10月25日                             | DAYBREAK GIRL                              | La vie en rose                             | 8cmCD                                      | TMDN-21                                    |
| 10th                                                             | 1996年2月25日                              | 遥(とお)くへ…                              | かけがえのない気持ち                       | 8cmCD                                      | TMDN-24                                    |
| 11th                                                             | 1996年7月21日                              | 逢えない夜を抱きしめて                     | SUKIが続くように                           | 8cmCD                                      | TMDN-28                                    |
| ワーナーミュージック・ジャパン / WEA Japan Be-B feat.HITOKI 名義 |                                            |                                            |                                            |                                            |                                            |
| 12th                                                             | 1997年5月25日                              | TRUST YOU                                  | せつなさのレプリカ                         | 8cmCD                                      | WPD6-9130                                  |
| ワーナーミュージック・ジャパン / WEA Japan 和泉容 名義           |                                            |                                            |                                            |                                            |                                            |
| 13th                                                             | 1998年6月3日                               | ダメ!                                      | Crush                                      | 8cmCD                                      | WPD6-9172                                  |

### アルバム

#### オリジナルアルバム
|                                                        | 発売日                                     | タイトル                                   | 規格                                       | 規格品番                                   |
| テイチクエンタテインメント / TMC Be-B 名義             | テイチクエンタテインメント / TMC Be-B 名義 | テイチクエンタテインメント / TMC Be-B 名義 | テイチクエンタテインメント / TMC Be-B 名義 | テイチクエンタテインメント / TMC Be-B 名義 |
| ------------------------------------------------------ | ------------------------------------------ | ------------------------------------------ | ------------------------------------------ | ------------------------------------------ |
| 1st                                                    | 1994年11月23日                             | Be-B                                       | CD                                         | TMCN-30001                                 |
| 2nd                                                    | 1995年3月22日                              | Be-B II                                    | CD                                         | TMCN-30003                                 |
| 3rd                                                    | 1996年3月3日                               | Be-B III                                   | CD                                         | TMCN-30007                                 |
| ワーナーミュージック・ジャパン / WEA Japan 和泉容 名義 |                                            |                                            |                                            |                                            |
| 4th                                                    | 1998年9月25日                              | AGAINST                                    | CD                                         | WPC6-8484                                  |
| WORLD CLIQUE Be-B 名義                                 |                                            |                                            |                                            |                                            |
| 5th                                                    | 2003年9月19日                              | Medium                                     | CD                                         | WQMG-002                                   |
| Astral Affection Be-B 名義                             |                                            |                                            |                                            |                                            |
| ミニ 1st                                               | 2006年7月1日                               | 潜在的傷幼心〜インナーチャイルド〜         | CD                                         | FISS-0001                                  |
| 6th                                                    | 2009年9月7日                               | インナーチャイルド2(藍)                    | CD                                         | FISS-0002                                  |
| 7th                                                    | 2009年9月7日                               | インナーチャイルド2(紅)                    | CD                                         | FISS-0003                                  |

#### ベスト・アルバム
|                                            | 発売日                                     | タイトル                                   | 規格                                       | 規格品番                                   |
| テイチクエンタテインメント / TMC Be-B 名義 | テイチクエンタテインメント / TMC Be-B 名義 | テイチクエンタテインメント / TMC Be-B 名義 | テイチクエンタテインメント / TMC Be-B 名義 | テイチクエンタテインメント / TMC Be-B 名義 |
| ------------------------------------------ | ------------------------------------------ | ------------------------------------------ | ------------------------------------------ | ------------------------------------------ |
| 1st                                        | 1995年7月21日                              | Singles                                    | CD                                         | TMCN-30006                                 |
| 2nd                                        | 1997年1月22日                              | Be-Best                                    | CD                                         | TMCN-30008                                 |
| 3rd                                        | 1999年3月25日                              | PERFECT Be-B                               | CD                                         | TMCN-34012/3                               |

### タイアップ
| 曲名                       | タイアップ                                                                         | 収録作品                           |
| -------------------------- | ---------------------------------------------------------------------------------- | ---------------------------------- |
| 真夏の愛YAIYAI!            | VictoriaゴルフCFイメージソング                                                     | シングル「真夏の愛YAIYAI!」        |
| 女神の吐息に               | テレビ東京系『おまかせ!山田商会』エンディングテーマ                                | シングル「真夏の愛YAIYAI!」        |
| 憧夢〜風に向かって〜       | TBS系ドラマ『毎度ゴメンなさぁい』主題歌                                            | シングル「憧夢〜風に向かって〜」   |
| It's All Right             | NHK『サンデースポーツ』エンディングテーマ                                          | シングル「It's All Right」         |
| SNOW RABBITに気をつけて    | 小海リエックススキーバレーCFイメージソング                                         | アルバム『Be-B』                   |
| Jumping                    | 花王『メリットシャンプー』CFイメージソング                                         | シングル「真夏の愛YAIYAI!」        |
| 世界で一番悲しい夜を越えて | TBS系ドラマ『生きていてママ』主題歌                                                | シングル「真夏の愛YAIYAI!」        |
| Angel Anniversary          | 日本テレビ系土曜グランド劇場『STATION』挿入歌                                      | シングル「Angel Anniversary」      |
| Chanceをつかもう           | DESCENTE CFイメージソング                                                          | アルバム『Be-B II』                |
| If…                        | TBS系ドラマ『毎度おジャマしまぁす』挿入歌                                          | シングル「If…」                    |
| なんで!?                   | 森永乳業『ピクニック』CFイメージソング                                             | シングル「なんで!?」               |
| Fly for Me                 | 関西TV・フジTV系『新伍&紳助のあぶない話』主題歌                                    | シングル「Fly for Me」             |
| NEXT〜新しい風になる日〜   | 北海道マラソン1995年エンディングテーマ                                             | シングル「Fly for Me」             |
| DAYBREAK GIRL              | ジョンソンベビーローション CFイメージソング                                        | シングル「DAYBREAK GIRL」          |
| DAYBREAK GIRL              | 読売テレビ系『TVじゃん!』火曜日エンディングテーマ                                  | シングル「DAYBREAK GIRL」          |
| 遥くへ…                    | テレビ朝日系『目撃!ドキュン〜今夜の決断〜』エンディングテーマ                      | シングル「遥くへ…」                |
| 逢えない夜を抱きしめて     | テレビ朝日系『料理バンザイ!』テーマソング                                          | シングル「逢えない夜を抱きしめて」 |
| SUKIが続くように           | 大原グループCFソング                                                               | シングル「逢えない夜を抱きしめて」 |
| TRUST YOU                  | TBS系『ランク王国』オープニングテーマ                                              | シングル「TRUST YOU」              |
| Sanctuary                  | 関西テレビ放送・フジテレビ系ドラマ『京都殺人まんだら〜感応少女VS電脳少年〜』主題歌 | ベスト・アルバム『Be-Best』        |
| ダメ!                      | フジテレビジョン系アニメ『るろうに剣心 -明治剣客浪漫譚-』エンディングテーマ        | シングル「ダメ!」                  |

### 他のアーティストとコラボ作品
- Earth Music Magic97 Iam you（1997年10月1日）
  - 阪神大震災の後1997年に神戸出身の音楽プロデューサー牧田和男と作編曲家の菊池圭介を中心に賛同したミュージシャンたちによって制作されたチャリティーソング。アメリカのスミソニアン博物館に展示公開された。TMNの宇都宮隆、清春、人時（黒夢）、DJ KOO（trf）、河相我聞などのアーティストとのコラボ作品。

### 参加アルバム作品
- 「N・A・T愛は永遠に」（1996年12月12日） - ソニーレコードから杉真理プロディース作品「N・A・T愛は永遠に」にボーカルとして参加する。
- beat mania super MIX（1999年5月28日） - コナミミュージックエンターテイメント発売『beat mania』ゲームの収録曲。11曲目に英歌詞「AngElophany」にBe-B名義で参加した。作詞はBe-Bであり、アルバム未収録曲である。
- オムニバス　90'sTVヒッツ・コレクション（2002年6月21日） - TECD-25477 テイチク発売
- V.A.「R&A〜from80's to 90's Rock&Girl Selection（2009年9月23日） - TECl-1267 テイチク発売
- MESH North Angel（2009年10月1日） - 「救える命を救いたい」という想いから、沖縄県で民間ドクターヘリ等活動しているMESHサポートチャリティーCDを発売。CDジャケットには漫画家の北条司が「羽ばたけ!ノースエンジェル!」とイラストを描いている。全5曲ともBe-Bが歌っている。1. It's All Right、2. choose、3. TRUST YOU、4. セイレーン、5. pictured。「Single曲2曲」を含むが全曲アレンジが違っている。
- オムニバスV.A.ROCKS〜from80's to 90's 〜GIRLS'SIDE（2011年12月14日） - TECH-25280 テイチク発売
- 2枚組オムニバスCD「クライマックス ラブストーリー Chapter1」（2012年8月22日） - ソニーミュージックエンターティメント発売
- TRIBE VANGUARD　2017（2017年5月31日） - DRAGON GATE所属のプロレスラー・B×Bハルクの入場テーマ「B×B STORY 2017」(Kzy feat.Be-B)に“ビービー”繋がりでコーラスとして参加。
- 「Vocals」（2019年） - 7曲目のFake Loveでボーカルを担当している。

## 3rdアルバム「Be-B III」の海外有名ミュージシャンとのレコーディングについて
Be-Bは中学3年生の時に、友人を通じてオジー・オズボーンを知り、ショックを受けハードロックに目覚める。3rd「Be-B III」アルバムはボン・ジョヴィや1980年代のハードロックの影響で音楽を始めたため、今回はLAとNYで有名海外ミュージシャンと一緒にスタジオ録音した。
LA/NYと日本の2ヵ所で録音された本作は、日本録音の1〜5曲では彼女のヴォーカリストとしての魅力を導き出した楽曲が網羅。6〜10のLA録音サイドには海外の一流ハードロック系ミュージシャンを招いて彼女のハードな面を押し出した曲を収録している。
参加ミュージシャン
- トレイシー・ガンズ - ギター（元ガンズ・アンド・ローゼス、現L.A.ガンズ）

6曲目の「Love is All」でギターをプレイ。Be-Bについては「今回は、メロディアスなソロを心掛けたよ。Be-Bの声も気に入ったよ。マドンナより全然いい」と述べている。
- アル・ピトレリ - ギター（元メガデス）

「Remember」では、楽曲を提供、詩もBe-Bと共作した。その他に「MISSING IN THE RAIN」、プリンセスプリンセスの中山加奈子作詞の「ミニローズ」、「夢みることに疲れたなら」でプレイ。Be-Bについては「日本人の女性で初めてブルージーな南部っぽいボーカルという印象を受けたな。声がハスキーなせいかもしれないけど好きだよ」と述べている。
- J.N.イェンガー：ギター（元ホワイト・ゾンビ）

「MISSING IN THE RAIN」のイントロとソロ部のバックで嵐のような効果を出しているギター・ブラッシングも彼によるものである。Be-Bについては「ホワイト・ゾンビではあまりソロを弾かないからチャレンジだったね、ハードロック好きのBe-Bのボーカルには合ってると思うよ」と述べた。
- ダニー・ミランダ - ベース（元ブルー・オイスター・カルト）

Be-Bについては「Be-Bはいい声してるよ。すごく印象に残ったね。また一緒にやりたいね」とコメントしている。
- ウィリアム・E・カルホーン： - ドラムス（リヴィング・カラー）

Be-Bについては「「Be-Bはすごくいいシンガーだと思った。一緒に仕事ができて楽しかったよ」と述べた。
- ダーレン・ハウスホールダー - ギター（元Love/Hate）

「ミニローズ」で参加した。メロディアスなソロは彼の手によるものBe-Bについては「Be-Bのボーカルはエモーショナルで、とてもよかったよ」と述べている。